# McMahon–Huszein-levélváltás

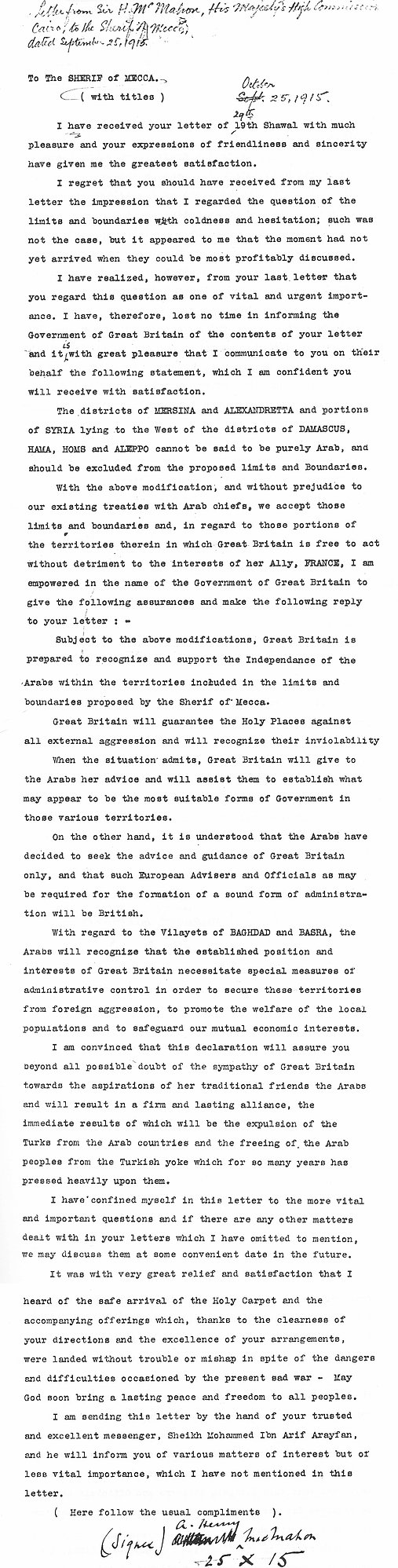
A McMahon–Huszein-levélváltás 1915. október 25-én kelt levele, melyet McMahon küldött Huszein serifnek. E levél írja le a leendő arab állam határait.

A McMahon–Huszein-levélváltás Henry McMahon, a Brit Birodalom egyiptomi főbiztosa és Huszein bin Ali, Mekka serifje közt történt az első világháború alatt. Az 1915 júliusa és 1916 márciusa közt titokban váltott tíz levélben a brit kormány ígéretet tett egy Huszein által indítandó oszmánellenes fegyveres felkelés anyagi és fegyveres támogatására, az arab kalifátus elismerésére, valamint egy független arab állam létrehozására az Oszmán Birodalom arabok lakta területein. Huszein viszonzásul vállalta a fegyveres felkelés megindítását, a létrehozandó arab államban pedig előjogokat ajánlott fel a briteknek. 1916. június 5-én megkezdődött a Huszein által ígért arab felkelés.
Azonban 1917-ben a britek a Balfour-nyilatkozatban ígéretet tettek a cionista zsidó szervezeteknek egy zsidó nemzetállam létrehozására Palesztina területén, amire azonban az arabok igényt tartottak saját leendő új országuk részeként, a terület lakosságnak döntő többsége ugyanis muszlim, keresztény és drúz vallású arabokból állt. Az 1917-es októberi orosz forradalom után a forradalmi kormány nyilvánosságra hozta a Sykes–Picot-egyezmény szövegét. Ebben az 1916 májusában kötött titkos egyezményben az antant tagjai, az Egyesült Királyság, Franciaország, Orosz Birodalom és az Olasz Királyság megegyezett az Oszmán Birodalom területeinek felosztásáról, befolyási övezeteik kitűzéséről. Az arabok lakta területek sorsa kapcsán a franciáknak tett brit engedmények ellent mondtak a McMahon–Huszein-levélváltásban általuk vállaltaknak. A Balfour-nyilatkozat és a Sykes–Picot-egyezmény hosszú időre beárnyékolta a brit-arab kapcsolatokat.
A háború után az antant hatalmai felosztották maguk közt az Oszmán Birodalom területeit. A Levante területe mandátumként került francia és brit fennhatóság alá. Ezt a fennhatóságot a világháború után létrehozott Népszövetség törvényesítette a mandátumrendszer keretében. A népszövetségi mandátumok rendszerét az 1919. június 28-án hatályba lépett Nemzetek Szövetsége Egyezségokmányának 22. cikkelye hozta létre.
A levélváltás nagyban befolyásolta a Közel-Kelet sorsát a világháború alatt és után, egyes következményei pedig máig hatnak. Az egyik ilyen következmény a Palesztina sorsa felett máig is tartó konfliktus és vita.